# Quellensammlung zur Geschichte der deutschen Sozialpolitik 1867 bis 1914
La Quellensammlung zur Geschichte der deutschen Sozialpolitik 1867 bis 1914 est un projet historique à long terme de l'Académie des sciences et des lettres de Mayence, qui commence en 1949 et achevé depuis.

## L'édition
Le projet documente l'émergence de l'État-providence allemand dans des textes sources sélectionnés. Les 35 volumes sources (plus quatre suppléments) sont déjà imprimés avec environ 5 500 textes sources sur environ 21 000 pages de texte. La « collection source » est ainsi l'édition source la plus complète sur l'histoire du XIXe siècle en Allemagne et dans la documentation de l'émergence de l'État-providence unique au monde.
Dans la collection de sources, d'importantes sources sont éditées sur lesquelles l'émergence et le développement de l'État-providence moderne en Allemagne au XIXe et au début du XXe siècle peut être retracée. Les textes sources, qui sont jusqu'alors largement inconnus et se trouvent pour la plupart dans des dossiers ministériels, offrent également des informations de base sur la discussion des questions sociales en général et des questions de sécurité sociale en particulier, en particulier de sécurité sociale (assurance maladie, accident et pension), mais également les questions de travail des femmes et des enfants, de sécurité au travail et de droit du travail.
L'émergence et la mise en œuvre de l'assurance sociale de Bismarck avec les domaines de l'assurance accident, de l'assurance maladie et de l'assurance pension sont documentées dans un total de neuf volumes sources; ainsi que les thèmes de l'aide aux pauvres, du droit du travail et de la protection des travailleurs en trois volumes chacun.
Les sources – entre 77 et 342 documents par volume – sont accompagnées de notes explicatives, dont la plupart contiennent des références à d'autres sources. Les volumes sont rendus accessibles grâce à des index détaillés de personnes, de lieux et de sujets.
Après une évaluation détaillée des volumes sources, une monographie en deux volumes intitulée L'État social en devenir est publiée en 2021 à la fin du projet.
La Quellensammlung zur Geschichte der deutschen Sozialpolitik est dernièrement rattachée au département des sciences humaines de l'université de Cassel. Le chef de projet est Florian Tennstedt jusqu'en 2015, après quoi Wolfgang Ayaß reprend la direction.

## L'édition numérique
Depuis 2018, la collection de sources numériques sur l'histoire de la politique sociale allemande offre un accès libre au matériel. Là, des fonctions de recherche étendues permettent une recherche dans tous les volumes. Le volume Bases de la politique sociale. La discussion de la question ouvrière au gouvernement et en public (Dept. II vol. 1) est le premier à être disponible sous forme numérique. Les autres tomes de la 2esection suivra, tous les autres volumes seront ajoutés successivement. Tous les volumes de la collection source sont également disponibles au format PDF. Les données de recherche sont disponibles pour une utilisation ultérieure sous une licence ouverte (CC-BY 4.0).

## Les sources individuelles
L'édition est chronologiquement en soi-disant divisé en sections, chacune comprenant sept à dix volumes. Un volume d'introduction paraît dès 1966.
1re section De la fondation de l'Empire au message social impérial (1867-1881) :
- Volume 1 : Questions fondamentales de la politique sociale de l'État. La discussion gouvernementale de la question ouvrière du conflit constitutionnel prussien à l'élection du Reichstag de 1881 (1994)
- Volume 2 : De la législation sur la responsabilité au premier projet de loi sur l'assurance accident (1993)
- Volume 3 : Protection du travail (1996)
- Volume 4 : Droit du travail (1997)
- Volume 5 : Fonds de prévoyance commerciaux (1999)
- Volume 6 : Caisses de retraite et d'invalidité (2002)
- Volume 7 : Mauvaises législations et liberté de circulation (2000, 2 demi-volumes)
- Volume 8 : Questions fondamentales de politique sociale dans le débat public : Églises, partis, clubs et associations (2006)

2e section Du message social impérial aux décrets de février de Guillaume II (1881-1890):
- Volume 1 : Questions fondamentales de politique sociale. Le gouvernement et le débat public sur la question du travail (2003)
- Volume 2 Partie 1 : De la deuxième proposition d'assurance-accidents à la loi du 6e sur l'assurance-accidents juillet 1884 (1995) ; Partie 2 : La législation d'extension et la pratique de l'assurance accident (2001)
- Volume 3 : Protection du travail (1998)
- Volume 4 : Droit du travail (2008)
- Volume 5 : L'assurance maladie légale et les fonds d'aide inscrits (2009)
- Volume 6 : L'assurance invalidité-vieillesse légale et les alternatives syndicales et d'entreprise (2004)
- Volume 7 : Soins communautaires aux pauvres (2015)

3e section Expansion et différenciation de la politique sociale depuis le début du Nouveau Cours (1890-1904) :
- Volume 1 : Questions fondamentales de politique sociale (2016)
- Volume 2 : La révision des lois sur l'assurance accident et la pratique de l'assurance accident (2009)
- Volume 3 : Protection du travail (2005)
- Volume 4 : Droit du travail (2012)
- Volume 5 : L'assurance-maladie légale (2012)
- Volume 6 : La pratique de l'assurance pension et la loi de 1899 sur l'assurance invalidité (2014)
- Volume 7 : Mauvais bien-être et politiques locales de bien-être (2016)

4e section. La politique sociale dans les dernières années de paix dans l'Empire allemand (1905-1914) :
- Volume 1: L'année 1905 (1982)
- Volume 2: L'année 1906 (1987)
- Volume 3 Partie 1 : L'année 1907 (1994) ; Partie 2 : L'année 1908 (1995) ; Partie 3 : L'année 1909 (1997) ; Partie 4 : L'année 1910 (2004)
- Volume 4 Partie 1 : Les années 1911-1914 (1993) ; Partie 2 : Les années 1911-1914 (1998) ; Partie 3 : Les années 1911-1914 (2002) ; Partie 4 : Les années 1911-1914 (2008)